# Michael Fossum
Michael Edward Fossum (Sioux Falls, 19 de dezembro de 1957) é um astronauta norte-americano, veterano de três missões espaciais à Estação Espacial Internacional.

## Biografia
Fossum formou-se em engenharia mecânica e engenharia de sistemas na Universidade do Texas e no Instituto de Tecnologia da Força Aérea em 1981 e até deixar a ativa em 1991, para integrar os quadros de astronauta da NASA,  havia chegado ao posto de tenente-coronel e acumulado mais de mil horas de vôo em diferentes aeronaves.
Sonhando tornar-se um astronauta desde criança, devido à popularidade das missões Apollo à Lua nos anos 60 e 70 entre a juventude do país, Fossum realizou seu sonho ao ser indicado pela Força Aérea para trabalhar no Centro Espacial Johnson, sede da NASA, no começo dos anos 90.
Sua carreira ativa na agência espacial começou em 1993, quando usou seus conhecimentos de engenharia para avaliação técnica da nave espacial soviética Soyuz como espaçonave de resgate de emergência para a Estação Espacial Internacional. Em agosto de 1998 foi selecionado para a equipe de astronautas, subindo finalmente ao espaço em julho de 2006, a bordo da STS-121 Discovery, primeiro vôo do ônibus espacial após a tragédia da Columbia, e onde realizou três caminhadas no espaço para fazer reparos externos na estrutura da ISS e para testar o novo braço robótico da estação, como plataforma para auxiliar o trabalho de reparos dos astronautas em espaço aberto.
Foi ao espaço pela segunda vez como especialista de missão da STS-124 Discovery, lançada de Cabo Canaveral em 31 de maio de 2008, e que se destinou a instalar a segunda parte do módulo japonês Kibo na ISS.
Aos 53 anos de idade, sua terceira missão começou em 7 de junho de 2011, como engenheiro de voo da Soyuz TMA-02M depois de duas missões nos ônibus espaciais da NASA, lançada do Cosmódromo de Baikonur para uma permanência de cerca de seis meses no espaço, como integrante das Expedições 28 e 29 - esta como comandante - na ISS. Ele voltou à Terra em 22 de novembro de 2011, com a aterrissagem da TMA-02M e seus três tripulantes - Fossum, Sergei Volkov e Satoshi Furukawa - nas estepes do Casaquistão, após mais de 200 dias em órbita terrestre.